# Magali Reymonenq
Magali Reymonenq est une athlète française, née à Bron le 21 mai 1969, adepte de la course d'ultrafond, trois fois championne de France des 100 km, trois fois championne d'Europe des 100 km par équipes et cinq fois vice-championne du monde des 100 km par équipes.

## Biographie
Magali Reymonenq est trois fois championne de France des 100 km en 1999, 2010, et 2014,,, trois fois championne d'Europe des 100 km par équipes de  à 2007 et cinq fois vice-championne du monde des 100 km par équipes en 2000, 2001, 2002, 2005 et 2007.

## Records personnels
Statistiques de Magali Reymonenq d'après la Fédération française d'athlétisme (FFA) et la Deutsche Ultramarathon-Vereinigung (DUV) :
- 3 000 m : 10 min 33 s 87 en 2004
- 5 000 m : 17 min 34 s 41 en 1997[6]
- 10 km route : 36 min 52 s en 2005
- 15 km route : 59 min 50 s en 2004
- Semi-marathon : 1 h 18 min 23 s en 1998
- Marathon : 2 h 45 min 45 s en 1999[9]
- 50 km route : 3 h 46 min 44 s aux championnats du monde IAU des 100 km de Winschoten en 2007 (50 km split)
- 100 km route : 7 h 41 min 30 s aux championnats d'Europe IAU des 100 km de Tchernogolovka en 2003[6],[10]
- 24 heures route : 205,756 km aux 24 h No Finish Line de Monaco en 2009[11]